# McLaren MP4-28
Der McLaren MP4-28 war der Formel-1-Rennwagen, den das britische Motorsport-Team Vodafone McLaren Mercedes in der Formel-1-Weltmeisterschaft 2013 einsetzte. Der Wagen wurde am 31. Januar 2013 in Woking vorgestellt.

## Technik und Entwicklung
Der MP4-28 war Nachfolger des MP4-27 von 2012. Der von Paddy Lowe entwickelte Wagen war wie die meisten anderen Fahrzeuge der Saison 2013 auch eine Weiterentwicklung des Vorgängers; beim McLaren waren die Veränderungen jedoch tiefgreifender als bei den Fahrzeugen der Konkurrenz. Der MP4-28 hatte im Vergleich zu seinem Vorgänger eine höhere Front und versteckte den daraus resultierenden „Nasenhöcker“ durch die neu eingeführte Eitelkeitsblende. Die höher gezogene Nase des Wagens schaffte mehr Platz für einen verbesserten Luftstrom unter dem Auto. Außerdem funktionierte die Vorderradaufhängung mit Zugstreben statt Druckstreben, was den Schwerpunkt im vorderen Bereich des Wagens absenkte und dafür sorgte, dass der Luftstrom vom Frontflügel besser genutzt werden konnte. Durch die weiter nach hinten versetzten Seitenkästen wurde auch im Heckbereich eine verbesserte Luftführung erreicht. An den Hinterrädern waren Antriebswelle und Querlenker nun in einem Element zusammengefasst.
Angetrieben wurde der MP4-28 von einem Mercedes-Benz FO 108F genannten V8-Motor mit 2,4 Litern Hubraum, der eine Leistung von rund 550 kW (etwa 750 PS) entwickelte. Das KERS war eine Eigenentwicklung von Mercedes, die Bremsen kamen von Akebono, die Felgen von Enkei, und die Reifen stellte der Einheitslieferant Pirelli zur Verfügung.
Wie alle Formel-1-Fahrzeuge der Saison 2013 war der MP4-28 mit KERS und DRS ausgerüstet.

## Lackierung und Sponsoring
Der MP4-28 war chromfarben. Die Seitenkästen sowie der Teile des Front- und Heckflügels waren in Anlehnung an den Hauptsponsor Vodafone rot lackiert. Weitere Sponsorenaufkleber kamen von Mobil 1, Hugo Boss und TAG Heuer.

## Fahrer
Jenson Button blieb bei McLaren. Sein neuer Teamkollege wurde der frühere Sauber-Pilot Sergio Pérez, der als Nachfolger von Lewis Hamilton ins Team kam.

## Saison 2013
Die Saison verlief für das McLaren-Team schlecht. Der MP4-28 zeigte in den ersten Rennen des Jahres Defizite. McLaren-Teamchef Martin Whitmarsh wurde jedoch mit den Worten zitiert: „Es gibt keine Belege dafür, dass etwas mit dem Auto nicht stimmt“. In den ersten Saisonhälfte fuhren die McLaren nur im Mittelfeld. Im Juli 2013 gab Whitmarsh bekannt, die Entwicklungen am MP4-28 einzustellen, um sich ganz auf die Entwicklung des Fahrzeuges für 2014 zu konzentrieren.
Nachdem die Reifen zum Großen Preis von Ungarn von Pirelli auf den Stand der Vorsaison gebracht wurden, stabilisierte sich McLaren und fuhr regelmäßig mit beiden Piloten in die Punkteränge. Button erreichte beim letzten Rennen der Saison, dem Großen Preis von Brasilien, mit Platz vier das beste Saisonergebnis für das Team. Nachdem man im Vorjahr noch sieben Rennen hatte gewinnen können, erreichte zum ersten Mal seit 1980 kein McLaren-Pilot eine Podiumsplatzierung. Am Saisonende belegte McLaren Platz fünf in der Konstrukteurs-Weltmeisterschaft.
Sergio Pérez bezeichnete den MP4-28 rückblickend als einen der schlechtesten Rennwagen seiner Karriere.

## Ergebnisse
| Fahrer               | Nr.                  | 1  | 2   | 3  | 4  | 5 | 6   | 7  | 8   | 9 | 10 | 11 | 12 | 13 | 14 | 15 | 16 | 17 | 18 | 19 | Punkte | Rang |
| -------------------- | -------------------- | -- | --- | -- | -- | - | --- | -- | --- | - | -- | -- | -- | -- | -- | -- | -- | -- | -- | -- | ------ | ---- |
| Formel-1-Saison 2013 | Formel-1-Saison 2013 |    |     |    |    |   |     |    |     |   |    |    |    |    |    |    |    |    |    |    | 122    | 5.   |
| J. Button            | 5                    | 9  | 17* | 5  | 10 | 8 | 6   | 12 | 13  | 6 | 7  | 6  | 10 | 7  | 8  | 9  | 14 | 12 | 10 | 4  | 122    | 5.   |
| S. Pérez             | 6                    | 11 | 9   | 11 | 6  | 9 | 16* | 11 | 20* | 8 | 9  | 11 | 12 | 8  | 10 | 15 | 5  | 9  | 7  | 6  | 122    | 5.   |

| Legende  | Legende            | Legende                                                          |
| Farbe    | Abkürzung          | Bedeutung                                                        |
| -------- | ------------------ | ---------------------------------------------------------------- |
| Gold     | –                  | Sieg                                                             |
| Silber   | –                  | 2. Platz                                                         |
| Bronze   | –                  | 3. Platz                                                         |
| Grün     | –                  | Platzierung in den Punkten                                       |
| Blau     | –                  | Klassifiziert außerhalb der Punkteränge                          |
| Violett  | DNF                | Rennen nicht beendet (did not finish)                            |
| Violett  | NC                 | nicht klassifiziert (not classified)                             |
| Rot      | DNQ                | nicht qualifiziert (did not qualify)                             |
| Rot      | DNPQ               | in Vorqualifikation gescheitert (did not pre-qualify)            |
| Schwarz  | DSQ                | disqualifiziert (disqualified)                                   |
| Weiß     | DNS                | nicht am Start (did not start)                                   |
| Weiß     | WD                 | zurückgezogen (withdrawn)                                        |
| Hellblau | PO                 | nur am Training teilgenommen (practiced only)                    |
| Hellblau | TD                 | Freitags-Testfahrer (test driver)                                |
| ohne     | DNP                | nicht am Training teilgenommen (did not practice)                |
| ohne     | INJ                | verletzt oder krank (injured)                                    |
| ohne     | EX                 | ausgeschlossen (excluded)                                        |
| ohne     | DNA                | nicht erschienen (did not arrive)                                |
| ohne     | C                  | Rennen abgesagt (cancelled)                                      |
| ohne     | keine WM-Teilnahme |                                                                  |
| sonstige | P/fett             | Pole-Position                                                    |
| sonstige | 1/2/3/4/5/6/7/8    | Punktplatzierung im Sprint-/Qualifikationsrennen                 |
| sonstige | SR/kursiv          | Schnellste Rennrunde                                             |
| sonstige | *                  | nicht im Ziel, aufgrund der zurückgelegten Distanz aber gewertet |
| sonstige | ()                 | Streichresultate                                                 |
| sonstige | unterstrichen      | Führender in der Gesamtwertung                                   |